# Johann von Sporck

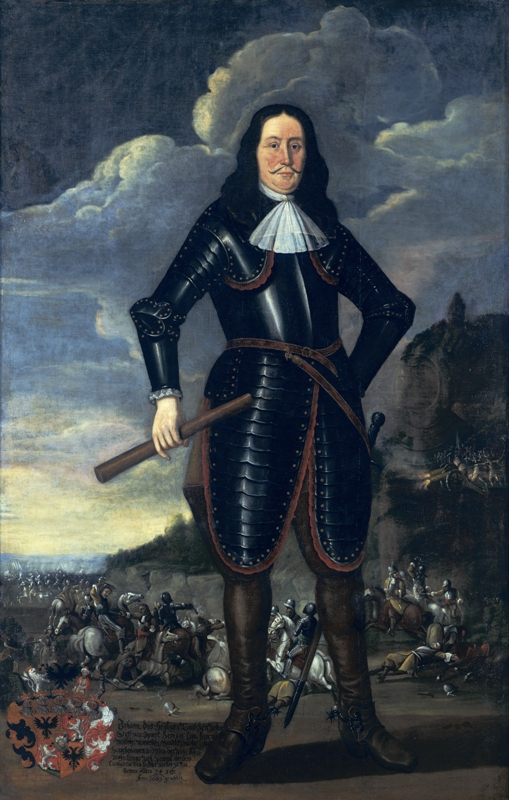

Johann von Sporck, född 6 januari 1600 i närheten av Dellbrück i Furstbiskopsdömet Paderborn, död 6 augusti 1679 i Hermannstädtel, Böhmen, var en österrikisk greve och fältherre.
von Sporck kämpade under trettioåriga kriget först i Ligans här, varunder han 1645 föll i svensk fångenskap, men trädde 1647 i kejserlig tjänst. Han förde som rytterigeneral under Montecuccoli 1657–1660 befäl mot svenskarna i Polen, Slesvig och Holstein, hade 1664 väsentlig andel i österrikarnas seger över turkarna i slaget vid Sankt Gotthard, utnämndes till fältmarskalk och riksgreve samt kämpade 1673–1675 mot fransmännen i Nederländerna och vid Rhen.